# Nationalpark Cayambe Coca

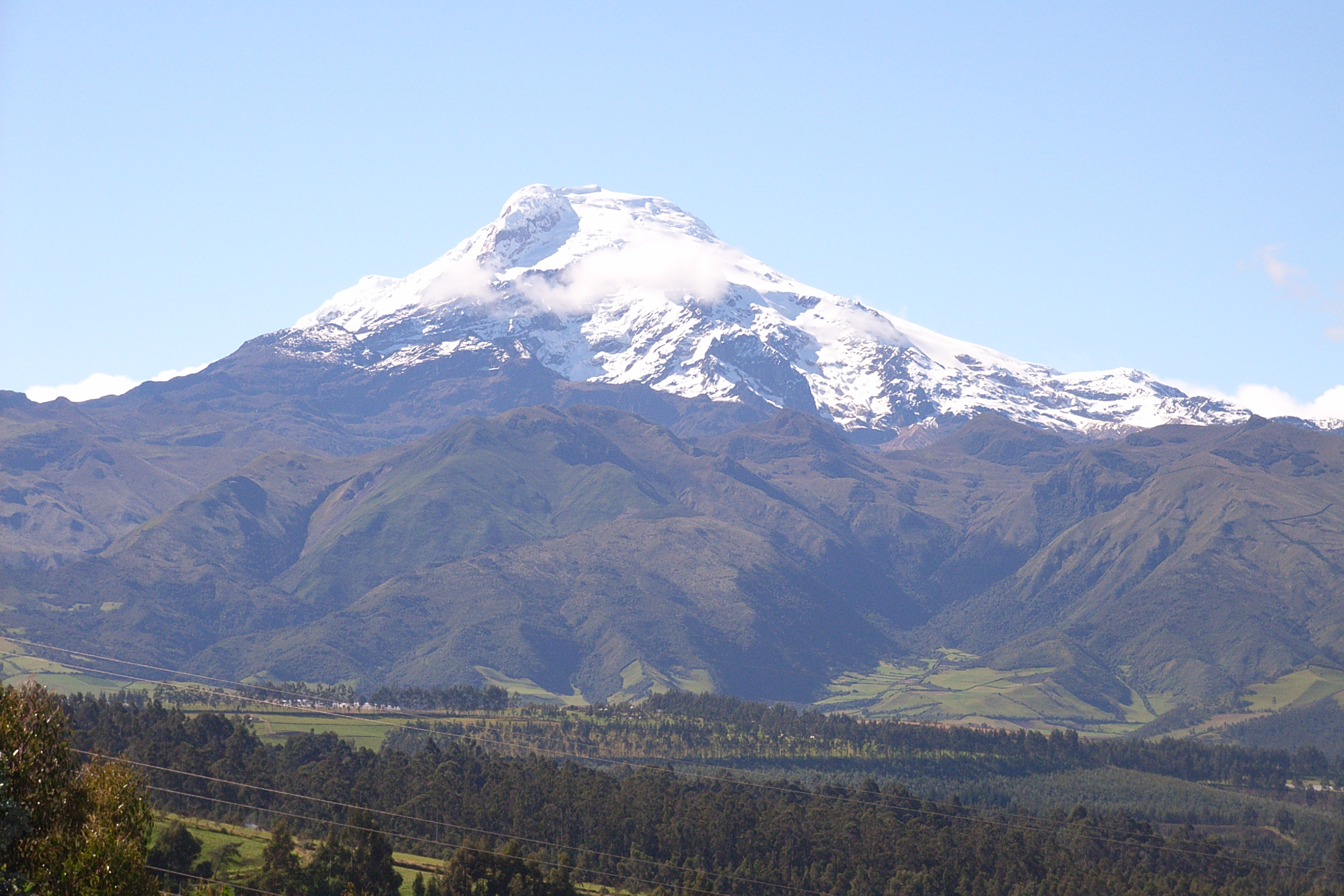
Vulkan Cayambe

Der Nationalpark Cayambe Coca (spanisch Parque Nacional Cayambe Coca) befindet sich im Norden von Ecuador. Er wurde am 17. November 1970 als Reserva Ecológica Cayambe Coca gegründet. Im Jahr 2010 erhielt das Schutzgebiet den Status eines Nationalparks.

## Lage
Der Nationalpark liegt in den Provinzen Imbabura, Napo, Pichincha und Sucumbíos. Etwa 25 Prozent des Schutzgebietes liegen in der Sierra, 75 Prozent in Amazonía. Das Gebiet liegt in Höhen zwischen 600 m und 5790 m. Im Gebiet liegen die Berge Cayambe (5790 m), Reventador (3485 m), Sarahurco (4725 m) und Cerro Puntas (4425 m). Der Nordwesten des Schutzgebietes liegt im Einzugsgebiet der Flüsse Río Esmeraldas, Río Chota und Río Mira. Das restliche Areal wird über die Flüsse Río Papallacta, Río Cosanga, Río Quijos, Río Oyacachi, Río Salado, Río Coca, Río Aguarico, Río Napo und Río Pastaza entwässert.

## Ökologie
Im Schutzgebiet kommen folgende Vegetationszonen vor: Pajonal Páramo, sumpfiger Páramo, hochmontaner immergrüner Wald, montaner Nebelwald, niedrigmontaner immergrüner Wald, montaner immergrüner Wald und hochmontanes feuchtes Gestrüpp. Im Nationalpark kommen mehr als 100 endemische Pflanzenarten vor. Es wurden 106 Säugetierarten gezählt, darunter der Brillenbär, 
der Andenschakal, das Anden-Opossum, die Kleine Großohrfledermaus, der Anden-Baumstachler Coendou quichua und die Kleinohrspitzmaus Cryptotis equatoris. Zu den 395 in dem Gebiet erfassten Vogelarten zählen der Andenkondor, der Soldatenara, der Blautukan, die Chile-Krickente und der Inkataucher. Außerdem leben in dem Gebiet 70 Reptilienarten (Schlangen und Eidechsen) sowie 116 Amphibien-Arten, darunter Kröten, Frösche, Salamander und Erdwühlen.